# Ricardo Rodríguez
Ricardo Iván Rodríguez Araya (født 25. august 1992 i Zürich, Schweiz) er en schweizisk fodboldspiller (venstre back). Han spiller for Torino i den italienske Serie A. Han har tidligere spillet for FC Zürich, VfL Wolfsburg og AC Milan.

## Landshold
Rodríguez står (pr. april 2018) noteret for 50 kampe og tre scoringer for det schweiziske landshold, som han debuterede for 7. oktober 2011 i en EM-kvalifikationskamp mod Wales. Han var en del af den schweiziske trup til VM i 2014 i Brasilien, EM i 2016 i Frankrig og VM i 2018 i Rusland.